# BG Большой Медведицы
BG Большой Медведицы (лат. BG Ursae Majoris) — двойная вращающаяся эллипсоидальная переменная звезда (ELL:) в созвездии Близнецов на расстоянии приблизительно 1994 световых лет (около 611 парсеков) от Солнца. Видимая звёздная величина звезды — от +10,93m до +10,84m. Орбитальный период — около 0,6694 суток (16,066 часов).